# Manhattan Makuhari Hotel
Manhattan Makuhari Hotel (jap. ホテル・ザ・マンハッタン) – hotel znajdujący się w mieście Chiba w Japonii. Budowa tego 18-piętrowego wysokościowca zakończyła się w 1991 roku. Jego wysokość sięga 108 metrów, licząc iglicę. Do dachu budynek ten ma zaledwie nieco ponad 70 metrów. Zaprojektowany został przez RTKL Associates Inc. i Kajima Corporation. Powierzchnia użytkowa wynosi 22 516 m². 